# Halabjamonumentet
Halabjamonumentet är ett museum i Halabja och monument till minne av offren för gasattacken 1988. Monumentet invigdes 15 september 2003.

## Bilder

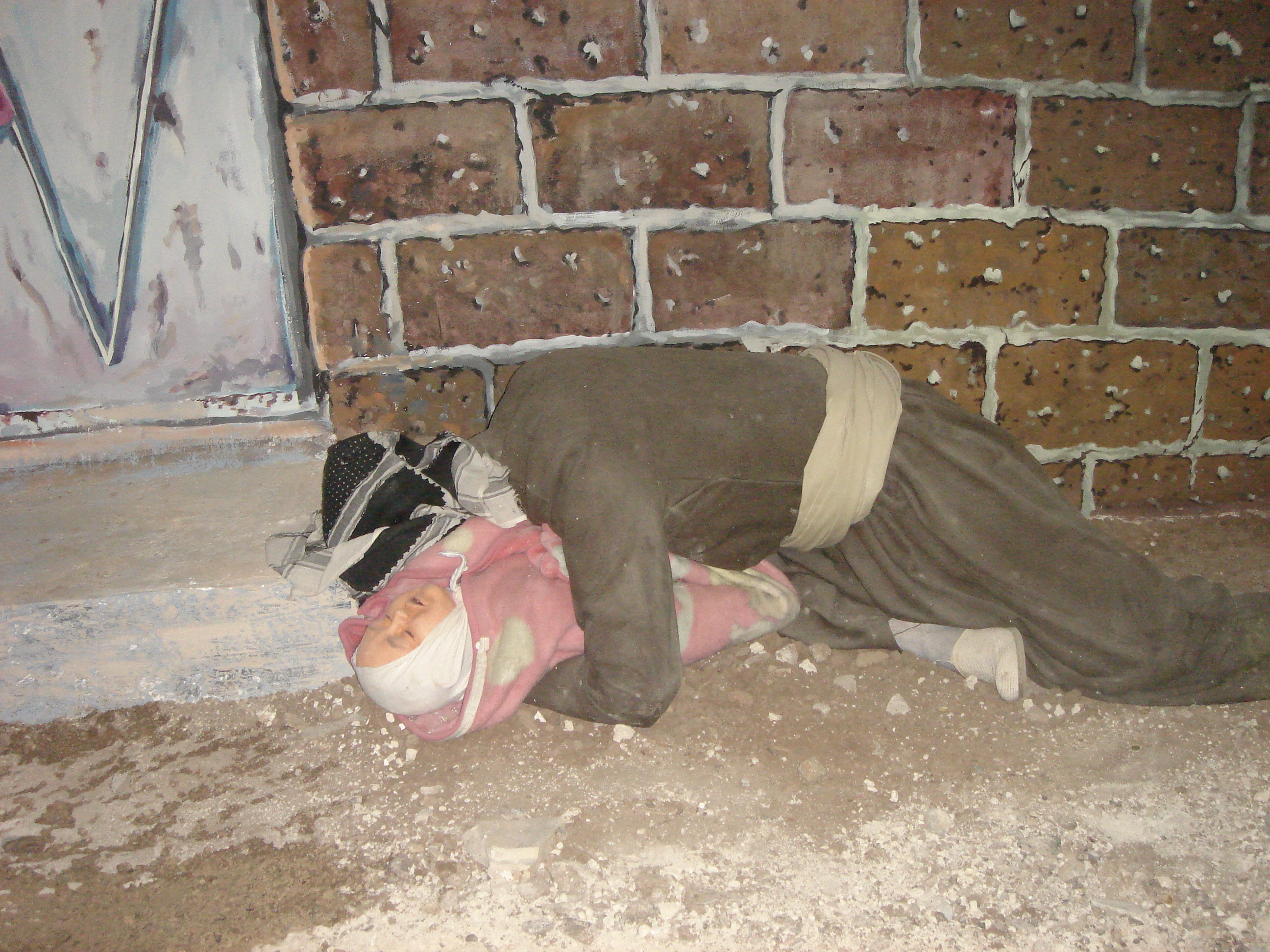
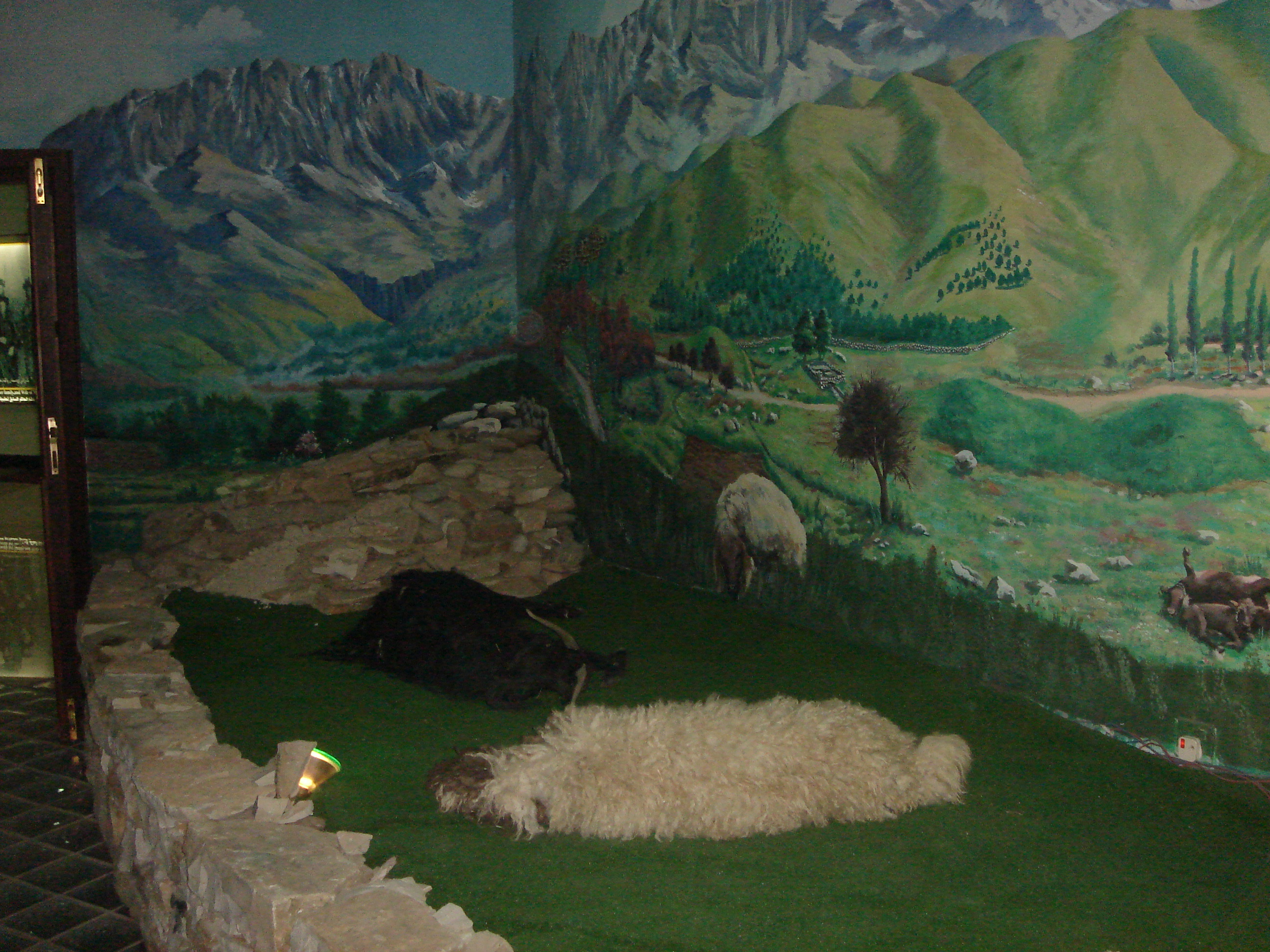
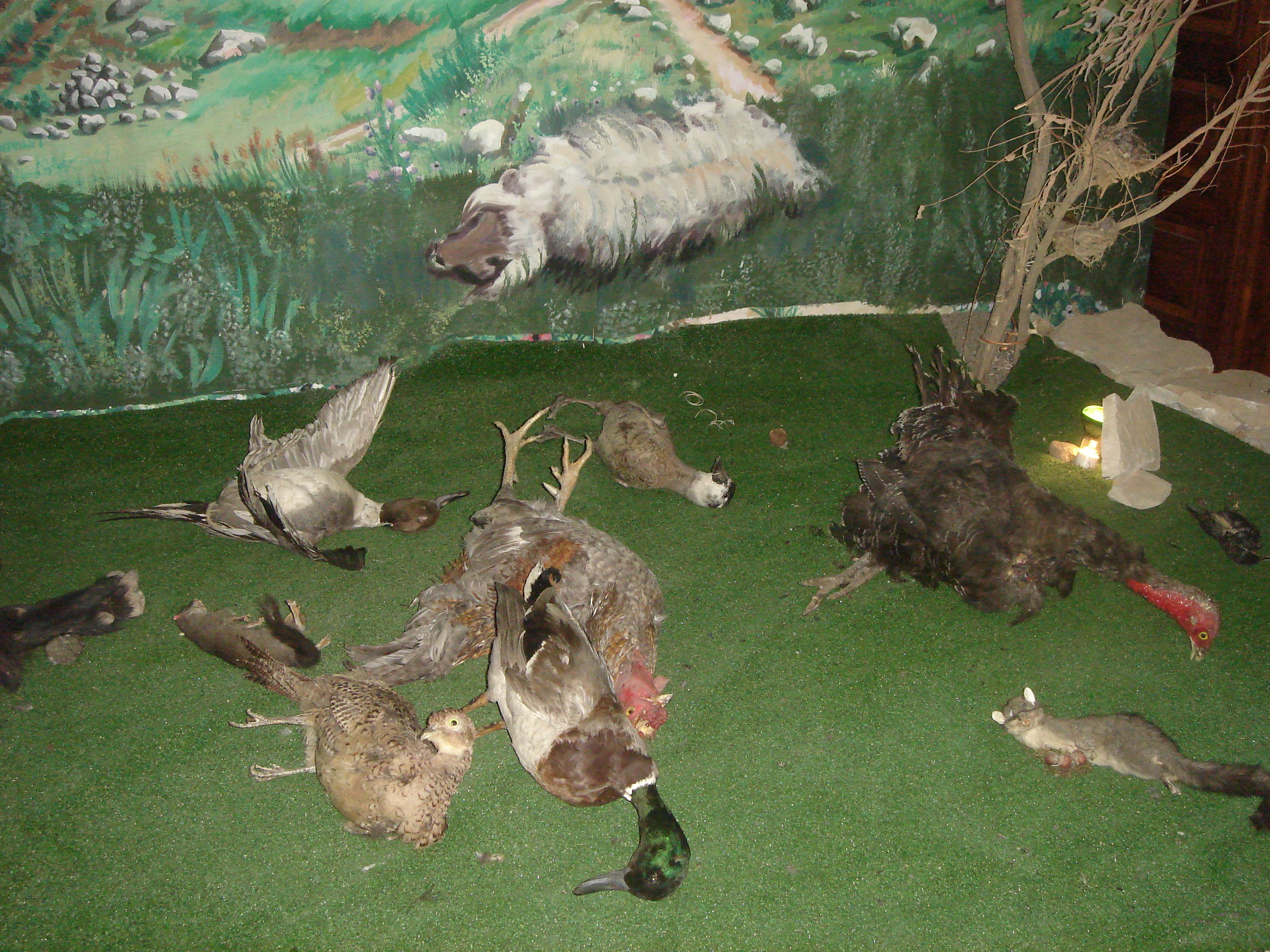